# Club Atlético Basáñez
O Club Atlético Basáñez é um clube de futebol uruguaio, com sede na cidade de Montevidéu. Foi fundado em 1920 e atualmente disputa a Segunda División Amateur do país.

## Uniforme
- Uniforme titular: Camiseta metade vermelha e metade preta, calção preto e meias vermelhas.
- Uniforme alternativo: Camiseta branca com detalhe em V vermelho, calção preto e meias brancas.